# حسين خان (مقاطعة دلفان)
حسين‌خان (بالفارسية: حسین‌خان) هي قرية تقع في قسم كاكاوند الشرقي الريفي (مقاطعة دلفان) في إيران. يقدر عدد سكانها بـ 64 نسمة .